# Somatostatina
A somatostatina é um hormônio proteico produzido pelas células delta do pâncreas, em lugares denominados Ilhotas de Langerhans, sendo que também pode ser produzida pelas células D antrais do estômago, de forma a regular uma alça de retroalimentação negativa, em que um aumento da acidez promovida pela gastrina leva a um aumento da produção de somatostatina pelas células D antrais, inibindo a produção de gastrina pelas células G antrais, diminuindo a produção de HCl. Intervém indiretamente na regulagem da glicemia, e modula a secreção da  insulina e glucagon. A secreção da somatostatina é regulada pelos altos níveis de glicose, aminoácidos e de glucagon. Seu déficit ou seu excesso provocam indiretamente transtornos no metabolismo dos carboidratos. É também secretada pelo hipotálamo e funciona como inibidora da secreção do hormônio do crescimento ( GH ou somatotrófico, secretado pela pituitária.)

## Produção
Este hormônio é sintetizados nos ribossomos na forma de proteínas precursoras mais longas (pre-pró-hormônios), sendo então, processadas no RER em proteínas inativas menores (pró-hormônios) e depois, acondicionados em vesículas secretoras e processados proteoliticamente para formar os peptídeos ativos. A concentração dos hormônios peptídeos nos grânulos secretores é tão alta que o conteúdo da vesícula é praticamente cristalino; quando o conteúdo é liberado por exocitose, uma grande quantidade do hormônio é liberado rapidamente. Os capilares que irrigam as glândulas endócrinas produtoras de peptídeos são fenestrados (e, por isso, permeáveis aos peptídeos), de forma que as moléculas do hormônio entram rapidamente na corrente sanguínea para transporte para as células-alvo situadas em outros lugares. Todos os peptídeos agem pela ligação aos receptores na membrana plasmática. Eles levam à geração de um segundo mensageiro no citosol, que muda a atividade de uma enzima intracelular alterando, desta forma, o metabolismo celular.
A somatostatina é secretada em diversos lugares:
- estômago
- intestino
- células delta do pâncreas
- hipotálamo

Alguns peptídeos têm mais de uma forma de liberação. como por exemplo a somatostatina (tem função endócrina, está presente em neurônios e atua com função parácrina na mucosa gástrica do corpo e antro). Por isto muitas vezes se prefere o termo peptídeo regulatório a hormônios. Para que se reconheça a função endócrina destes peptídeos no trato gastrintestinal é necessário: 
1. Elevação dos níveis sanguíneos dos mesmos após as refeições 
2. Se evidencie respostas fisiológicas após infusão dos mesmos em doses fisiológicas (pós-prandiais). 
A somatostatina preenche esses critérios : inibição da secreção ácida do estômago, do GIP (peptídeo inibitório gástrico) e da secreção de insulina.

## Ações
Age pela estimulação da contração da vesícula biliar e secreção enzimática pancreática. Inibe a liberação do hormônio do crescimento, inibe as secreções gástricas, inibe o glucagon e também reduz o fluxo sanguíneo esplâncnico, sem alterar significativamente a pressão arterial sistêmica.
A somatostatina é classificada como um hormônio inibitório, cujas principais ações são:
- Inibe a secreção do hormônio do crescimento (GH)
- Inibe a secreção do hormônio estimulante da tireóide (TSH)
- Diminui a secreção dos hormônios gastrointestinais
  - Gastrina
  - Colecistoquinina (CCK)
  - Secretina
  - Motilina
  - Peptídeo vasoativo intestinal (VIP)
  - Polipeptídeo inibitório gástrico (GIP)
  - Enteroglucagon (GIP)
- Ação sobre os hormônios pancreáticos
  - Inibe a secreção de insulina
  - Inibe a secreção de glucagon
- Diminui a ação secretória exócrina do pâncreas.

## Substitutos sintéticos
A octreotida (também conhecida pela marca Sandostatin, Novartis Pharmaceuticals) é um peptídeo que simula farmacologicamente a somatostatina natural, sendo um inibidor mais potente do hormônio do crescimento, glucagon e insulina do que o hormônio natural. e é utilizada clinicamente para o alívio de sintomas de vários tumores endócrinos gastroenteropancreáticos incomuns, bem como para o tratamento da acromegalia (distúrbio endócrino causado por um tumor funcionalmente das células que secretam o hormônio da adeno-hipófise) . O tratamento da acromegalia pode envolver procedimentos cirúrgicos, radioterapia e terapia medicamentosa. Para esta última, estão disponíveis no mercado brasileiro três classes de medicamentos: agonistas da dopamina, análogos da somatostatina e antagonistas do receptor de GH. Para a atuação das duas primeiras classes, é necessária a presença de receptores funcionais específicos no adenoma hipofisário secretor de GH; já a ação do antagonista do receptor de GH independe das características moleculares do adenoma, pois atua bloqueando a ação do GH em nível periférico . Neste Protocolo, incluem-se as duas primeiras classes: agonistas da dopamina (cabergolina) e análogos da somatostatina (octreotida e lanreotida). O antagonista do receptor de GH (pegvisomanto) não é incluído em decorrência da limitação de dados que demonstrem a efetividade e a segurança do medicamento por períodos mais prolongados e, também, por uma relação de custo-efetividade bastante desfavorável. 